# Sexo em banheiro
Sexo em banheiro é a prática de atividades sexuais no banheiro ou sanitário, seja em ambiente privado ou público. O sexo em banheiro ocorre em diversas partes do mundo e em vários locais, incluindo lojas, hotéis, bares, restaurantes, aviões e universidades. Essa prática é retratada em muitos filmes. Há um jargão específico aplicado ao ato de iniciar e praticar sexo em um banheiro, bem como às posições sexuais mais comumente utilizadas.
De acordo com a antropóloga Helen Fisher, quando uma pessoa está na banheira com outra, ela remove suas "defesas". Portanto, cada toque nesse momento torna-se muito mais íntimo.

## Prevalência
No Japão, hotéis do amor às vezes são construídos com banheiros especialmente projetados para facilitar o sexo em banheiro. Segundo Mark D. West, em tais hotéis as pessoas frequentemente fazem sexo em banheiro "com a torneira aberta". A sexóloga clínica Sonia Borg afirma que, nos Estados Unidos, o sexo em banheiros públicos é mais frequente em bares do que em outros locais, como restaurantes. Em 2006, o Daily News noticiou que muitos casais têm sexo nos banheiros de restaurantes por toda a cidade de Nova York.
O sexo em banheiros também ocorre no lavabo de aeronaves de passageiros. As pessoas que têm relações sexuais no lavabo de avião são conhecidas por ingressar no Mile High Club.
O sexo em banheiro também é observado nas Forças Armadas. Segundo o livro Homens Gays na Literatura Moderna do Sul, de William Mark Poteet, alguns membros militares praticam sexo gay em banheiros para romper o código moral militar ou, como ele descreve, "a fortaleza masculina heterossexual de sexo puro e decente".

### Sexo gay em banheiros

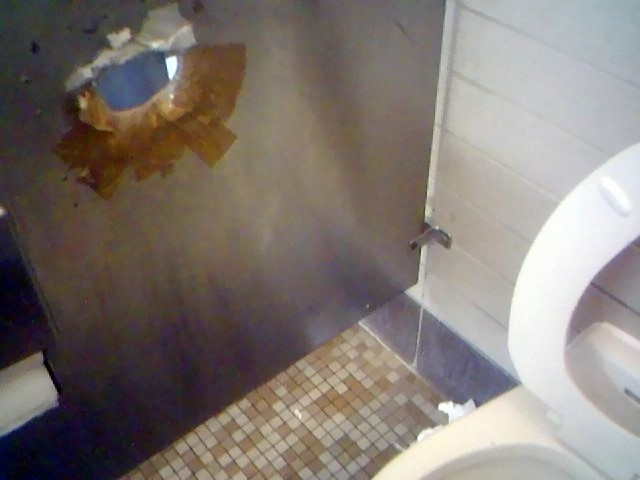
Um glory hole é visível na parede (à esquerda) deste sanitário na Califórnia.

Durante a década de 1980, quando a homossexualidade ainda era vista negativamente na sociedade dos Estados Unidos, muitos homens gays encontravam no sexo em banheiros uma forma discreta de ter relações íntimas. O jornalista Michael Koretzky escreveu no The Independent Florida Alligator: "[O] sexo em banheiros é uma das formas mais discretas de homens gays encontrarem outros homens gays." Vários atos sexuais ocorriam nesses banheiros.
Há relatos de orifícios perfurados nas paredes dos compartimentos de banheiros de algumas universidades dos Estados Unidos para facilitar o sexo em banheiro. Os homens utilizavam os chamados "glory holes" (buracos de glória) para ter relações sexuais com outros homens.
O sexo gay era comum nos banheiros da Universidade da Flórida na década de 1980. Em sua edição de 26 de janeiro de 1989, o Alligator publicou fotos de orifícios perfurados nas paredes dos compartimentos nesses banheiros. Havia dois tipos de orifícios — grandes e pequenos. Através dos maiores, também chamados "glory holes", voyeurs podiam observar outros se masturbando no compartimento adjacente. O orifício maior permitia a inserção do pênis para relações sexuais. Pelos menores, os homens podiam observar-se voyeuristicamente ou trocar bilhetes de paquera. Às vezes, as paredes tinham grandes aberturas entre a base e o chão, permitindo sexo sem necessidade de orifício. O jornal relatou homens entre 17 e 50 anos praticando sexo nesses banheiros.
Na Europa e nos Estados Unidos, bater o pé no chão é um código para solicitar sexo em banheiros públicos. O iniciador bate o pé sob a divisória entre dois compartimentos para que o da cabine ao lado perceba o sinal. Se o outro responder de forma similar, o primeiro estende o pé ainda mais no compartimento alheio. Esse processo segue até que ambos tenham certeza de que o sinal realmente indica o desejo de fazer sexo.

## Jargão
Nomes específicos costumam designar as várias posições sexuais usadas para sexo em banheiro. Na posição "toilet rider", o homem senta-se sobre a tampa do vaso e o parceiro passivo senta-se sobre ele, de costas ou de frente. Na posição "doggy's sink", o parceiro passivo inclina-se sobre o lavatório e é penetrado por trás, permitindo ao parceiro ativo ver a frente do passivo no espelho. No "shower sex", o casal faz sexo sob o chuveiro.
A posição "Bathroom Bliss" envolve um dos parceiros sentar-se na borda da banheira enquanto o outro se apoia em uma perna e coloca a outra perna sobre o ombro do parceiro ativo, facilitando sexo oral.
Há outra posição chamada "man on the ledge", em que o homem apoia-se na borda da banheira com os braços, mantendo o corpo reto, enquanto o outro parceiro senta-se sobre ele.

## Discussão sobre a legalidade
Segundo a União Americana pelas Liberdades Civis, o sexo em compartimentos de banheiros é privado, de modo que as pessoas que o praticam devem ter direito à privacidade. A Suprema Corte de Minnesota concluiu que pessoas que praticam sexo em compartimentos fechados "têm uma expectativa razoável de privacidade."

## Representação na literatura e na mídia
Na literatura, o romance semi-autobiográfico O Belo Quarto Está Vazio, de Edmund White, oferece uma visão positiva do sexo homossexual em banheiros universitários.
O filme de 1989 Urinal analisa e critica a exposição pública de homens heterossexuais e gays que praticam sexo em banheiros, promovida pela polícia. O filme de 1996 Feeling Minnesota traz uma cena de sexo em banheiro com as atrizes Cameron Diaz e Keanu Reeves. Essa cena é descrita como um "showstopper" pelo autor Michael Ferguson. No filme de 2002 Unfaithful, há uma cena na região de Lower Manhattan, no bar Café Noir, em Nova York. O filme de 2001 The Piano Teacher apresenta uma cena de sexo em banheiro com Isabelle Huppert e Benoît Magimel. Na sétima temporada de Entourage, Vincent Chase (interpretado por Adrian Grenier) e Sasha Grey acabam fazendo sexo no banheiro de um restaurante no nono episódio. O conceito do Mile High Club também é retratado em diversos filmes de Hollywood.
Na música, o videoclipe do single de 1998 de George Michael, "Outside", retrata o sexo em banheiro entre homens de forma satírica. O álbum de 2003 de The Strokes, Room on Fire, traz a canção "Meet Me in the Bathroom".